# Brachthausen
Brachthausen is een deel van de gemeente Kirchhundem in het district Olpe in  Noordrijn-Westfalen in Duitsland.
Brachthausen ligt aan de Uerdinger Linie, in het traditionele Nederduitse gebied van het Westfaals. Brachthausen ligt in het Sauerland. Er wonen circa 500 inwoners in Brachthausen. 
Ahe · 
Albaum · 
Alpenhaus · 
Arnoldihof · 
Benolpe · 
Berghof · 
Bettinghof · 
Böminghausen · 
Böminghauser Werk · 
Brachthausen · 
Breitenbruch · 
Haus Bruch · 
Emlinghausen · 
Erlhof · 
Flape · 
Heidschott · 
Heinsberg · 
Herrntrop · 
Hofolpe · 
Kirchhundem · 
Kohlhagen · 
Kruberg · 
Mark · 
Marmecke · 
Oberhundem · 
Rahrbach · 
Rhein-Weser-Turm · 
Rinsecke · 
Rüspe · 
Schwartmecke · 
Selbecke · 
Silberg · 
Stelborn · 
Varste · 
Welschen Ennest · 
Wirme · 
Würdinghausen